# Thunderbird High School
Thunderbird High School é uma escola pública localizada no noroeste da Phoenix, Arizona. A escola faz  parte do Distrito Escolar Unificado de Glendale.

## História
A escola abriu em 1972. Greenway High School abriu no ano seguinte; ambas as escolas partilham dos mesmos modelos arquitetônicos. Em 1976, a escola tinha mais de 2.100 alunos, em 1977 a primeira turma a ter estudado os quatro anos na escola, de calouro à sênior, se graduou, e em 1979, o número de alunos atingiu o seu pico, com 2.742 alunos frequentando a Thunderbird.

## Ex-alunos notáveis
- Danielle Ammaccapane, golfista da LPGA
- Rhonda Rajsich, campeã mundial de raquetebol[2]
- Dexter Davis, jogador profissional de futebol americano
- Ron J. Friedman e Steve Bencich, roteiristas de Hollywood
- Kevin Long, treinador de rebatidas do New York Yankees
- Nick DeLeon, jogador profissional de futebol
- Pablo Mastroeni, ex-jogador profissional de futebol
- Georganne Moline, participou dos Jogos Olímpicos de Verão de 2012[3]
- Jennifer Rubin, modelo e atriz, Classe de 1980
- Eric Sogard, jogador de beisebol (Oakland Athletics)
- Anthony Burch, escritor do jogo Borderlands 2, Gearbox Software
- Adam Rex, ilustrador e escritor
- Gary Mauer, ator e cantor da Broadway[4]
- Thomas Bair, FUSE Mission Operations Team[5]